# Юрковский, Ян
Ян Юрковский (пол. Jan Jurkowski;  1580, Пильзно (ныне Подкарпатское воеводство, Польша) — 1639, Краков) — польский поэт эпохи польского Возрождения и барокко.

## Биография
О его жизни известно мало. В 1596 году он поступил в Краковскую академию, записавшись как Joannes Martini Georgides Pilsnesis. В 1598 году стал бакалавром. По некоторым данным в 1621 году получил степень доктора медицины в университете Падуи.
Вернувшись на родину, некоторое время жил в городе Беч, в 1627 году поселился в Кракове. Одновременно с медицинской практикой занимался литературным творчеством.
Умер в 1639 году в Кракове.

## Творчество
Работы Яна Юрковского подразделяются на: политические произведения, панегирические песни, социальную и нравственную сатиру. Автор стихов о природе, морализаторских стихов, панегириков, произведений на религиозные темы, сатиры, свадебных стихов и стихов, посвящённых отдельным личностям.
Поэзия Юрковского развивалась в русле барокко. Для его творческой манеры характерны новые художественные формы, ребусная поэтика, аллюзия, игра слов, параллелизм. В сатирических стихах поэт критикует произвол шляхты, решительно отстаивает права крестьянства и мещан.
Его «Tragedya о polskim Scilurusie» — первое драматическое польское произведение; оно изображает недостатки современных ему нравов. Кроме того, Я. Юрковский напечатал:
- «Hymenaeusz I. M. Panna Baptysty Cekiego» (1604);
- «Muzy na weselu I. M. Pana Morskiego» (1604);
- «Lutnia na weselu Najj. i Niezwyciężonego Zygmunta III» (1605);
- «Hymenaeusz Najj. Monarchy Dymitra Iwanowica» (1605);
- «Piésni muz sarmackich przy szczęśliwym objęciu kardynalstwa w Stolicy apostolskiej… Bernarta Maciejewskiego» (1604);
- «Poselstwo z dzikich pól od Sowizrzała do małocnotliwej drużyny» (1606);
- «Lech wzbudzony i lament jego żałosny w roku od jego panowania 1056» (1606; другое изд., 1689);
- «Chorągiew Wandalinowa» (1607).

С оптимизмом смотрел на открывающиеся возможности в польско-российских отношениях в связи со свадьбой Лжедмитрия I с Мариной Мнишек. Автор «Гименей наияснейшего монарха Дмитрия Ивановича» («Hymenaeus Naiasniejsze(go) Monarchy Dymitra Jwanowica (…) Y (…) Marynie Carowey Moskiewskiey», Краков, 1605) подчёркивал славянский характер двух народов и надеялся, что грядёт эра мирных, дружеских отношений между двумя государствами. И чтобы задекларировать эти приятельские отношения, Москва должна передать Речи Посполитой земли, некогда принадлежавшие Великому княжеству Литовскому.
Вслед за поэтическими и панегирическими воспеваниями Лжедмитрия I, у Юрковского видны и политические надежды на нового союзника в лице «Великого царя Московского», который
Шведов вероломных мощно укротит

И полякам их болезненные волости возвратит,

Что татарские опасные хищные орды погасит,

Которые для польского государства убийства наносят